# Johann Jakob Merkel
Johann Jakob Merkel (* 1748; † 1817) war von 1804 bis 1817 Stadtschultheiß der Stadt Ravensburg.

## Leben
Johann Jakob Merkel war nach seinem juristischen Studium in Erlangen und Göttingen bis 1770 in reichsstädtischer Zeit von 1771 bis 1782 Stadtschreiber, später Stadtsyndikus in Ravensburg.
1804 wurde er zum Stadtschultheiß (Bürgermeister) von Ravensburg gewählt. Die Amtsführung teilte er sich als bürgerlicher, evangelischer Bürgermeister mit dem adligen Katholiken Joseph Emanuel von Ortlieb in einem monatlichen Turnus. 1817 wurde im Zuge der von König Wilhelm I. geförderten bürgerlichen Selbstverwaltung ein Gremium von 12 Gemeindedeputierten gewählt; darunter kein Adliger mehr.
Als Stadtvorstand fungierte nach dem Tod von Johann Jakob Merkel im Jahre 1817 Joseph Emanuel von Ortlieb des organischen Edikts vom 31. Dezember 1818 wegen bis 1819.